# 菲希特瓦尔德
菲希特瓦尔德（德語：Fichtwald）是德国勃兰登堡州的市镇，隶属于易北-埃尔斯特县，总面积为31.76平方千米，截至2020年总人口为614人。